# 帖木迭儿 (雪尼惕部)
帖木迭儿·那颜（蒙古语：Temüder），13世纪蒙古帝国的千户长之一，出身雪尼惕部。汉文史料《元朝秘史》等将其记作帖木迭儿，波斯文史料《史集》等则记作تامودار（tāmūdār）。

## 生平
《史集》记载，帖木迭儿出身雪尼惕部，被任命为左翼第20位千户长。但《史集》中几乎没有记载他效力成吉思汗的经历及军功等事迹。《元朝秘史》记载，窝阔台即位后，帖木迭儿与者台被任命为新的怯薛军（亲卫队）中的侍卫长官。同一时期从千户长提拔为怯薛军长官的还有合答安·答勒都儿罕、也孙帖额等人。他们被选拔为怯薛军成员，是为了彻底改组与成吉思汗幼弟拖雷关系密切的旧怯薛军。

## 子孙
帖木迭儿有一子名为木八剌黑，在蒙哥时期担任“火儿赤”（侍从）。木八剌黑在阿拉伯语中意为“吉祥”，他患有痔疮。木八剌黑的事迹和父亲帖木迭儿一样鲜为人知，但史料记载他有子孙名为俺古真和不黑带・阿黑塔赤。
帖木迭儿还有一子名为雪尼台那颜，他随旭烈兀西征并移居伊朗地区。雪尼台曾效力于旭烈兀长子阿八哈，1270年在与察合台汗国八剌的卡拉苏平原之战中，他激励全军并为胜利作出贡献。此后，雪尼台的子孙继续作为伊利汗国的重臣活跃。